# هتل اسپیناس
هتل بین‌المللی اسپیناس یک هتل پنج ستاره در شهر تهران، ایران است.
این هتل به عنوان اولین هتل پنج ستاره ایران پس از انقلاب ۱۳۵۷ در تاریخ ۹ اسفند ۱۳۸۸ با ۱۸ طبقه و ۲۲۴ اتاق و سوئیت تأسیس شده‌است.

## موقعیت مکانی
هتل اسپیناس تهران، در بلوار کشاورز تهران (بلوار الیزابت سابق) واقع گردیده و به همین خاطر، اتاق ها و لابی هتل دارای چشم اندازی به سمت بلوار کشاورز هستند. این هتل که در مرکز تهران قرار گرفته، کمتر از یک کیلومتر با پارک لاله فاصله دارد. همچنین ایستگاه متروی میدان ولیعصر و بیمارستان امام خمینی در نزدیکی این هتل هستند. 